# إيرل كوشران
إيرل كوشران (بالإنجليزية: Earl Cochran)‏ هو لاعب كرة قدم أمريكية أمريكي، ولد في 19 أبريل 1981 في برمنغهام في الولايات المتحدة.

## وصلات خارجية
- إيرل كوشران على موقع مرجع كرة القدم المحترفة.كوم (الإنجليزية)
- إيرل كوشران على موقع JustSportsStats.com (الإنجليزية)